# Tour de Singkarak

Logo der Tour de Singkarak

Die Tour de Singkarak ist ein indonesisches Etappenrennen im Straßenradsport.
Die Tour of Singkarak wurde 2009 zum ersten Mal ausgetragen und ist seitdem in die UCI-Kategorie 2.2 der UCI Asia Tour eingestuft. Bei seiner ersten Austragung fand das Rennen Anfang Mai statt. Im Jahr 2010 war der Austragungszeitpunkt Anfang Juni.

## Siegerliste
| Jahr | Sieger           | Zweiter           | Dritter             |
| ---- | ---------------- | ----------------- | ------------------- |
| 2019 | Jesse Ewart      | Cristian Raileanu | Mirsamad Pourseyedi |
| 2018 | Jesse Ewart      | Nikodemus Holler  | Ariya Phounsavath   |
| 2017 | Khalil Khorshid  | Daniel Whitehouse | Yonathan Monsalve   |
| 2016 | Amir Kolahozhagh | Dadi Suryadi      | Ricardo Garcia      |
| 2015 | Arvin Moazzemi   | Amir Zargari      | Hossein Askari      |
| 2014 | Amir Zargari     | Rahim Ememi       | Ramin Mehrabani     |
| 2013 | Ghader Mizbani   | Johan Coenen      | Amir Kolahdozhagh   |
| 2012 | Óscar Pujol      | Jai Crawford      | Chun Kai Feng       |
| 2011 | Amir Zargari     | Rahim Ememi       | Mirsamad Pourseyedi |
| 2010 | Ghader Mizbani   | Hossein Askari    | Amir Zargari        |
| 2009 | Ghader Mizbani   | Amir Zargari      | Cameron Jennings    |